# Instytut Badań Ciała Stałego im. Maxa Plancka
Instytut Badań Ciała Stałego im. Maxa Plancka (ang. Max Planck Institute for Solid State Research, niem. Max-Planck-Institut für Festkörperforschung) – placówka naukowo-badawcza prowadząca badania z zakresu fizyki i chemii ciał stałych, mieści się w Stuttgarcie w Niemczech i należy do Towarzystwa Maxa Plancka – największej niemieckiej instytucji naukowej. Do najważniejszych zadań założonego w 1969 instytutu należą: prowadzenie badań, opracowywanie publikacji naukowych oraz kształcenie kolejnych pokoleń naukowców. Szczególną uwagę poświęca się badaniom materiałów złożonych, nanotechnologii, zjawiskach transportu jonowego i elektronowego. W skład instytucji wchodzi 9 wydziałów.